# Sirakovo (Vratsa)
Sirakovo (Bulgaars: Сираково) is een dorp in het noordwesten van Bulgarije, gelegen in de gemeente Borovan in de oblast Vratsa. Het dorp ligt ongeveer 38 km ten noorden van Vratsa en 97 km ten noorden van de hoofdstad Sofia.

## Bevolking
In de eerste volkstelling van 1934 registreerde het dorp 739 inwoners. Dit groeide tot een officiële hoogtepunt van 826 inwoners in 1946. Sindsdien neemt het inwonersaantal continu af. Op 31 december 2019 telde het dorp 203 inwoners.
Van de 225 inwoners reageerden er 203 op de optionele volkstelling van 2011. Van deze 203 respondenten identificeerden 201 personen zich als etnische Bulgaren (99%).
Van de 225 inwoners in februari 2011 werden geteld, waren er 22 jonger dan 15 jaar oud (10%), gevolgd door 112 personen tussen de 15-64 jaar oud (50%) en 91 personen van 65 jaar of ouder (40%).